# Objaw Möbiusa
Objaw Möbiusa – patologiczny objaw występujący w chorobie Gravesa-Basedowa, wynikający z osłabienia mięśnia prostego przyśrodkowego gałki ocznej i zdolności konwergencji. Objaw ten sprawdza się, polecając choremu obserwowanie palca lub przedmiotu trzymanego w odległości około 30 centymetrów od jego nosa, a następnie powoli zbliżając palec – objaw jest dodatni, gdy w pewnym momencie, na skutek osłabienia mięśni, jedna z gałek ocznych „odskakuje” w bok, nie mogąc podążyć za zbliżającym się palcem (przedmiotem).
Nazwa objawu honoruje niemieckiego neurologa Paula Juliusa Möbiusa.